# Vilhelm Cederschiöld
Gustaf Vilhelm Cederschiöld, född 22 maj 1882 i Lund, död 16 februari 1959 i Örgryte församling, var en svensk lingvist och skolman.

## Biografi
Vilhelm Cederschiöld var son till Gustaf Cederschiöld. Efter mogenhetsexamen i Göteborg 1900 blev han student vid Uppsala universitet, 1903 filosofie kandidat, 1909 filosofie licentiat och 1913 filosofie doktor där. Cederschiöld var 1905–1906 lärare vid Billströmska folkhögskolan, 1910–1913 vid Göteborgs högre samskola och från 1915 lektor i modersmålet och historia vid Vasa Högre Allmänna Läroverk. Han var även 1917–1927 lärare vid Göteborgs kvinnliga folkskoleseminarium och 1914–1932 vid Kjellbergs högre lärarinneseminarium. Förutom doktorsavhandlingen Studier över genusväxlingen i fornvästnordiska och fornsvenska (1913) författade Cederschiöld språkvetenskapliga, folkloristiska, litteraturhistoriska och pedagogiska uppsatser. Han behandlar den moderna svenskan i God och dålig svenska (1927) och Konsten att skriva svenska (1932). År 1932 utgav han Sant och osant i folksägnerna. Cederschiöld invaldes som ledamot av Vetenskaps- och Vitterhetssamhället i Göteborg 1931. Han blev riddare av Nordstjärneorden samma år.